# Теорема о вырезании
Теорема о вырезании — это теорема алгебраической топологии об относительной гомологии и одной из аксиом Эйленберг-Стинрода. Пусть заданы топологическое пространство {\displaystyle X} и подпространства {\displaystyle A} и {\displaystyle U}, такие что {\displaystyle U} также является подпространством {\displaystyle A}. Теорема гласит, что при определённых обстоятельствах, мы можем вырезать {\displaystyle U} из обоих пространств так, что относительные гомологии пар {\displaystyle (X\setminus U,A\setminus U)} в {\displaystyle (X,A)} будут изоморфны.
Это помогает в вычислении групп сингулярной гомологии, так как иногда после вырезания подходящего подпространства мы получаем что-то более простое для вычисления.

## Теорема

### Утверждение
Если {\displaystyle U\subseteq A\subseteq X}, как указано выше, мы говорим, что {\displaystyle U} может быть вырезано, если включение пары {\displaystyle (X\setminus U,A\setminus U)} в {\displaystyle (X,A)} индуцирует изоморфизм на относительных гомологиях:
Теорема утверждает, что если замыкание {\displaystyle U} содержится во внутренности {\displaystyle A}, то {\displaystyle U} можно вырезать.
Часто подпространства, которые не удовлетворяют этому условию содержания, всё равно можно вырезать — достаточно найти ретракт подпространств на подпространства, которые удовлетворяют ему.

### Набросок доказательства
Доказательство теоремы о вырезании интуитивно понятно, хотя детали довольно сложны. Идея состоит в том, чтобы разбить симплексы в относительном цикле в {\displaystyle (X,A)}, чтобы получить другую цепь, состоящую из «меньших» симплексов, и продолжать этот процесс, пока каждый симплекс в цепи не будет полностью лежать внутри {\displaystyle A} или внутри {\displaystyle X\setminus U}. Поскольку они образуют открытое покрытие для {\displaystyle X} и симплексы являются компактными, мы в конечном итоге можем сделать это за конечное количество шагов. Этот процесс не изменяет исходный гомологический класс цепи (это говорит о том, что оператор разбиения — цепной гомотопический к идентичному отображению на гомологии).
В относительной гомологии {\displaystyle H_{n}(X,A)} это означает, что все члены, полностью содержащиеся внутри {\displaystyle U}, можно отбросить, не влияя на гомологический класс цикла. Это позволяет нам показать, что включение является изоморфизмом, поскольку каждый относительный цикл эквивалентен тому, который полностью избегает {\displaystyle U}.

## Применения

### Аксиомы Стинрода — Эйленберга
Теорема о вырезании считается одной из аксиом Стинрода — Эйленберга.

### Последовательности Майера — Вьеториса
Последовательность Майера — Вьеториса может быть получена с помощью комбинации теоремы о вырезании и длинной точной последовательности.

### Теорема о суспензии для гомологий
Теорему о вырезании можно использовать для вывода теоремы о суспензии для гомологий, которая гласит {\displaystyle {\tilde {H}}_{n}(X)\cong {\tilde {H}}_{n+1}(SX)} для всех {\displaystyle n}, где {\displaystyle SX} — это суспензия {\displaystyle X}.

### Инвариантность размерности
Если непустые открытые множества {\displaystyle U\subset \mathbb {R} ^{n}} и {\displaystyle V\subset \mathbb {R} ^{m}}
гомеоморфны, то m = n. Это следует из теоремы о вырезании, длинной точной последовательности для пары {\displaystyle (\mathbb {R} ^{n},\mathbb {R} ^{n}-x)} и того факта, что {\displaystyle \mathbb {R} ^{n}-x} деформируется на сферу.
В частности, {\displaystyle \mathbb {R} ^{n}} не гомеоморфно {\displaystyle \mathbb {R} ^{m}}, если {\displaystyle m\neq n}.